# Sintetitzador

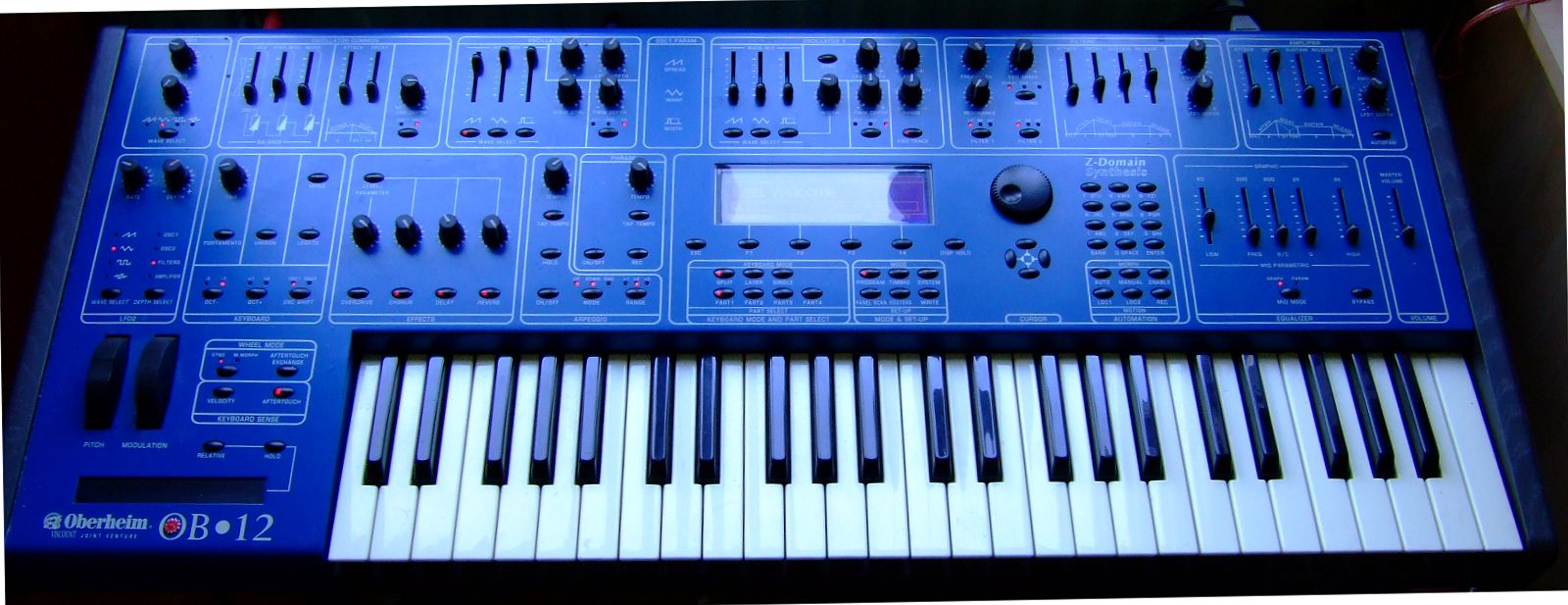
Panell frontal del sintetitzador Oberheim OB12

El sintetitzador és un instrument musical electrònic o electròfon, d'estesa utilització a partir de l'últim terç del segle xx, que utilitza variacions de voltatge per a la producció de so, en els models analògics, i d'altres tècniques com el mostreig o l'FM (modulació de freqüència) en els models digitals.

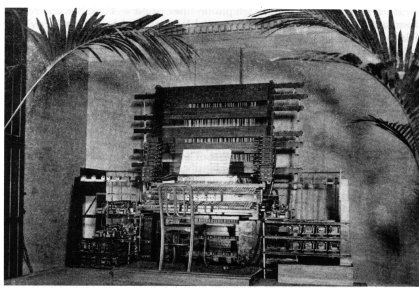
Telharmonium, Thaddeus Cahill 1897

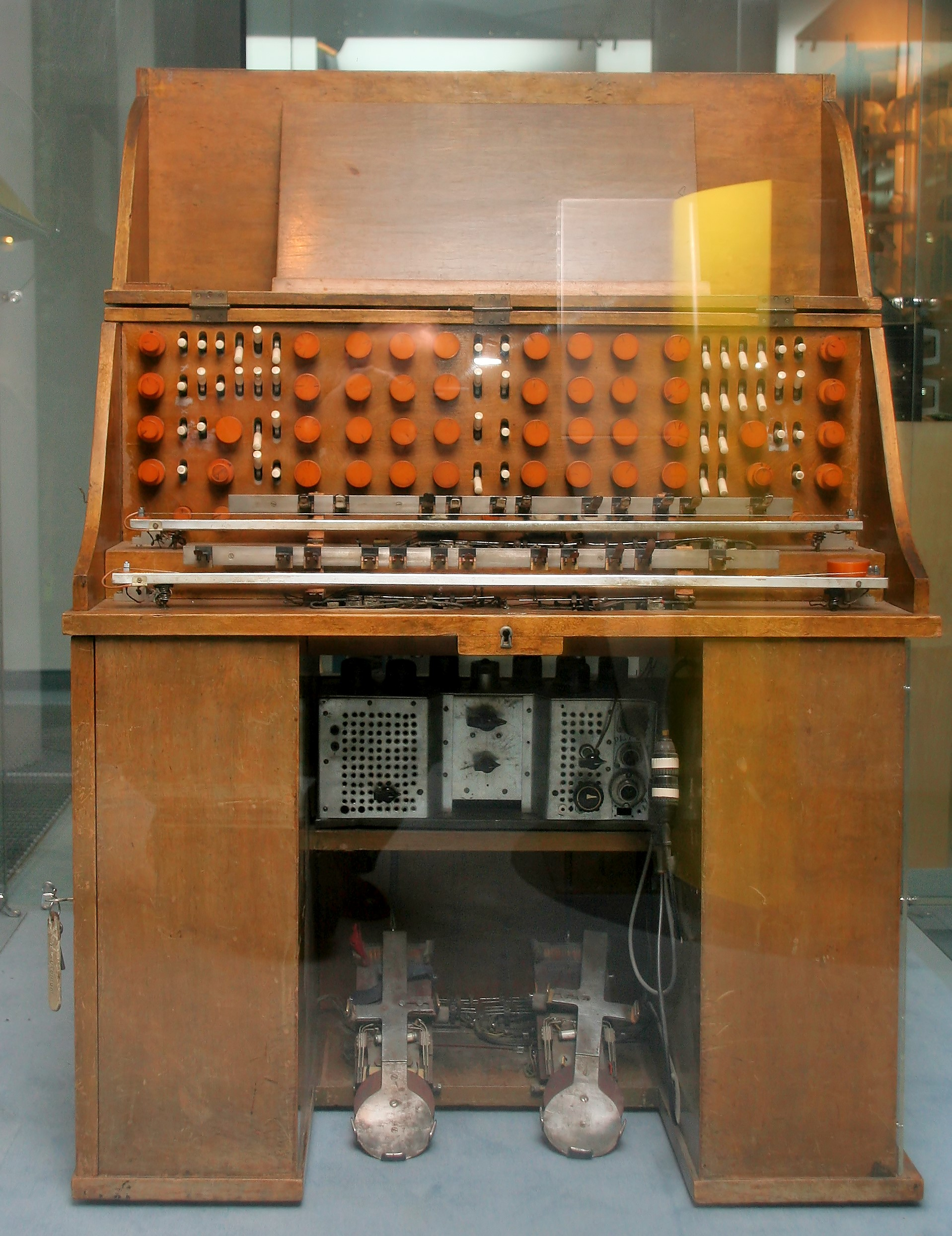
Trautonium, 1928

Des de finals del segle xix s'havien construït diversos aparells per produir so per mitjans elèctrics i electrònics, alguns cops utilitzats en la música culta d'avantguarda en combinació amb instruments tradicionals (per exemple, el Theremin, el Trautonium o les Ones Martenot). Però no va ser fins a finals dels 60 quan, gràcies a l'abaratiment de la producció de components electrònics i al treball d'enginyers com Robert Moog o Don Buchla, que el sintetitzador prengué la forma definitiva i s'incorporà a la música popular.
Els primers sintetitzadors analògics eren grans acumulacions de circuits de la mida d'armaris, i utilitzaven variacions de tensió per generar i donar forma a un so al llarg del temps. Eren, a més, modulars, ço vol dir que constaven d'un nombre de mòduls o unitats independents amb una funció específica. Cadascun dels mòduls o circuits modificava un aspecte o l'altre físic del so (to, timbre, intensitat, ressonància, trémolo, vibrato, atac, decaïment, evolució temporal...). En aquest sentit, els mòduls o elements principals d'un sintetitzador bàsic, i que avui en dia encara trobem en la majoria d'aquests instruments, són:
- VCO (Oscil·lador controlat per voltatge). Controla el timbre o "color" d'un so a partir d'una sèrie de formes d'ona disponibles, amb més o menys contingut en harmònics. Per exemple, per crear un so similar una flauta o clarinet, es pot partir d'una forma d'una triangular, mentre que per emular instruments de vent de metall el millor és partir d'una ona de "dent de serra" (sawtooth), o utilitzar una ona aleatòria (soroll blanc) per crear efectes similars al vent o a un salt d'aigua. L'oscil·lador proveeix el material bàsic al qual donarem forma posteriorment amb altres mòduls.
- VCF (Filtre controlat per voltatge). Modifica el component espectral del so (major realçament de greus, mitjos o aguts, entre moltes altres opcions).
- VCA (Amplificador controlat per voltatge). Controla el volum del so (fort - fluix).
- LFO (Oscil·lador de baixa freqüència). Permet introduir variacions cícliques (repetides en el temps) sobre altres paràmetres. Per exemple, aplicant un LFO sobre un filtre amb ressonància permet crear efectes de wah-wah; aplicant-lo sobre l'amplificador permet generar un trémolo, etc.
- EG (Generador d'envolvent). Controla l'evolució en el temps d'un altre mòdul. Per exemple, aplicat sobre l'amplificador permet de crear sons amb un atac ràpid o lent, que mantingui la seva intensitat en el temps, que cessi de cop o es vagi esmorteint, etc.

En un principi, fins a l'aparició dels sintetitzadors "hard-wired" o compactes (per exemple, el Moog Minimoog el 1971), aquests mòduls i molts d'altres havien de ser interconnectats per l'intèrpret mitjançant cables per obtenir el so desitjat. La configuració de cables s'havia de modificar per canviar de so, ja que en aquells temps els sintetitzadors no disposaven de memòries. Això els feia poc pràctics per a la interpretació en directe, però a canvi donava una flexibilitat enorme per a l'obtenció de timbres creatius i personals.
Els sintetitzadors, almenys durant un parell de dècades, no tenien un so definit o "propi" en el sentit en què podem pensar en un violí, un gong o una trompeta, per exemple. Una de les seves principals característiques era que el seu so podia ser (i molts cops, "havia" de ser) creat o modificat per l'instrumentista segons les seves necessitats i dins de les possibilitats de configuració de l'aparell. Així i tot, hi ha sintetitzadors amb un "so" característic ben identificable, i hi ha sintetitzadors més adequats que d'altres per aconseguir determinats tipus de timbres.
Amb tot i això, fins ben entrats els anys vuitanta els sintetitzadors no van ser instruments imitatius; és a dir, no podien reproduir amb fidelitat el so d'instruments acústics. Més aviat podien "evocar" o recordar el so de cordes, metalls o vent. Això no ha de ser vist com un inconvenient sinó com una ampliació de la paleta de sons de què els músics podien disposar a l'hora de crear un tema. Podien optar per instruments tradicionals o per sons electrònics que tenien poca o cap semblança amb qualsevol altre instrument que l'audiència hagués escoltat mai.
El següent gran pas en la història dels sintetitzadors va ser la incorporació de la polifonia, o capacitat de reproduir més una nota simultàniament, fent possible la interpretació d'acords (Moog Polymoog, Oberheim 4-Voice, Prophet 5). Fins aleshores (mitjans dels anys 70), la interpretació estava limitada a una nota cada vegada, relegant els sintetitzadors a interpretar línies solistes o efectes sonors. Mentrestant, la qualitat i fiabilitat dels components electrònics analògics millorava, resultant en una major estabilitat, facilitat d'ús i afinació dels sintetitzadors.
Més tard (a partir del 1983) feren la seva aparició comercial els primers sintetitzadors basats en tècniques digitals, com el DX7 de Yamaha. Partien d'una concepció totalment diferent per a la creació de sons, sense seguir l'arquitectura tradicional VCO-VCF-VCA. Això suposà una major comoditat per part del músic i una paleta sonora molt més àmplia, encara que molts cops a costa d'importants retallades en la llibertat de manipulació dels sons d'una forma intuïtiva i creativa.
A partir d'aquest moment les tècniques de creació de so es multipliquen. Cada marca desenvolupa tecnologies específiques, digitals en la major part dels casos, per oferir una major facilitat d'operació dels teclats, molts més paràmetres d'edició i la possibilitat d'imitar fidelment instruments tradicionals. També cal esmentar, ni que sigui de passada, l'aparició en aquesta època d'altres aparells sense els quals no es podria concebre la música actual i l'electrònica en particular. Són els samplers o mostrejadors, i els seqüenciadors.
A mitjans dels noranta es visqué un període de revival dels sintetitzadors analògics, reivindicant algunes de les seves característiques que havien quedat arraconades des de la invasió de la tecnologia digital dels anys vuitanta. Actualment alguns fabricants estan especialitzats en la producció de sintetitzadors purament analògics amb els avantatges de la tecnologia moderna, i amb grans resultats artístics i comercials.
També cal esmentar l'aparició i ràpid creixement dels sintetitzadors per programari, que es basen en un programa que s'executa en un ordinador corrent amb targeta de so. Pot tractar-se de programes independents o de plug-ins (aplicacions que necessiten un programa mare, normalment un seqüenciador programari, que els hostatgi). Hi ha sintetitzadors completament nous, a vegades utilitzant tècniques innovadores o de difícil implementació en un sintetitzador físic. També trobem emulacions fidedignes o millorades de models ja existents, com l'Arturia V (emulació del MiniMoog). Aquests instruments, forçosament digitals, destaquen per la seva gran versatilitat i facilitat d'edició (pantalla a color, ratolí, etc.); però, com en qualsevol programa informàtic, el seu funcionament correcte depèn en gran manera de les especificacions i de la qualitat de la targeta de so de l'ordinador on s'executen, a diferència d'un sintetitzador físic (maquinari) destinat específicament a la generació de sons.